# Municipio de Staunton (Illinois)
El municipio de Staunton (en inglés: Staunton Township) es un municipio ubicado en el condado de Macoupin en el estado estadounidense de Illinois. En el año 2010 tenía una población de 5795 habitantes y una densidad poblacional de 122,47 personas por km².

## Geografía
El municipio de Staunton se encuentra ubicado en las coordenadas 39°1′10″N 89°45′11″O / 39.01944, -89.75306. Según la Oficina del Censo de los Estados Unidos, el municipio tiene una superficie total de 47.32 km², de la cual 46.96 km² corresponden a tierra firme y (0.76%) 0.36 km² es agua.

## Demografía
Según el censo de 2010, había 5795 personas residiendo en el municipio de Staunton. La densidad de población era de 122,47 hab./km². De los 5795 habitantes, el municipio de Staunton estaba compuesto por el 97.53% blancos, el 0.26% eran afroamericanos, el 0.24% eran amerindios, el 0.5% eran asiáticos, el 0.05% eran isleños del Pacífico, el 0.19% eran de otras razas y el 1.23% pertenecían a dos o más razas. Del total de la población el 0.64% eran hispanos o latinos de cualquier raza.